# Ergonomie

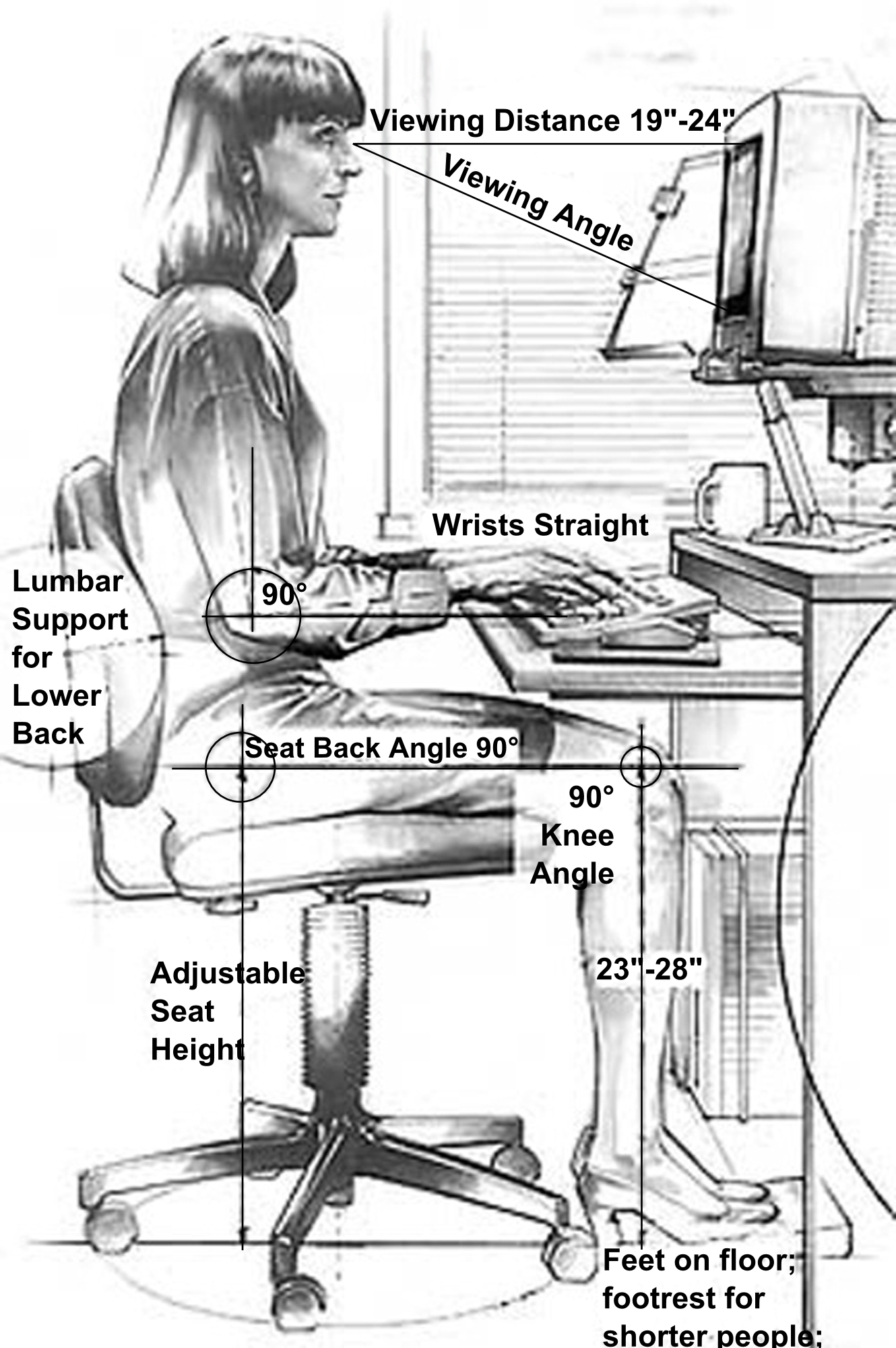
Exemplu: Specificații pentru proiectarea ergonomică a unei stații de lucru pe computer
Distanța de vedere 48–60 cm; unghiul vederii; sprijin pentru zona lombară; unghiul braț-antebraț de 90°; încheietura mâinii dreaptă, unghiul spătar-șezut de 90°; unghiul genunchiului de 90°; gambele de 58–71 cm; scaun cu înălțime reglabilă; tălpile pe podea, la nevoie sprijin înălțat pentru persoane scunde.

Ergonomia este un domeniu de activitate tehnico-științific din cadrul psihologiei muncii, care prin colaborarea dintre psihologi, fiziologi și tehnicieni studiază și realizează o astfel de organizare a sistemului "om - mașină - condiții de loc de muncă" în așa fel, încât munca să fie efectuată cu costuri biologice minime și maximă eficiență. Aceasta se poate de asemenea interpreta precum că, ergonomia are ca scop adaptarea sarcinilor de muncă și a locului de muncă la oameni cât și a oamenilor față de muncă și loc de muncă. Optimizarea funcționării sistemului "om-mașină-condiții de muncă" urmărește reducerea maximă până la eliminare a bolilor (îmbolnăvirilor) profesionale.
Ergonomia se ocupă se studierea particularităților antropometrice, fiziologice, psihologice și de capacitatea omului care lucrează. Având datele antropometrice ale corpului uman s-au stabilit dimensiunile și forma locului de muncă și ale mijloacelor de lucru. Cunoscând datele fiziologice se poate determina capacitatea de lucru a celui care lucrează. Variațiile măsurabile ale organismului uman în timpul lucrului, de exemplu pulsul inimii, temperatura corpului, tensiunea arterială, frecvența de respirație și altele dau informații asupra solicitării omului în timpul lucrului. Analizele psihologice se ocupă în final de probleme ale satisfacției în muncă, de motivări, instruire și de apariția monotoniei în timpul lucrului. Având noțiuni de ergonomie se poate înțelege necesitatea, posibilitățile și limitele unei acomodări între om și lucru, pentru a crea condiții de muncă cât mai agreabile.

## Etimologie și istoric
Termenul de ergonomie vine din limba greacă (ergos = muncă și nomos = lege, normă). Acesta a fost folosit pentru prima dată în anul 1857 de biologul polonez Wojciech Zostryebowski în studiul său „Perspectivele ergonomiei ca știință a muncii”, dar în limbajul comun de specialitate termenul a fost lansat mult mai târziu, în anul 1949 de psihologul englez K.F.H. Marrell. Dacă la început ideea a circulat sub diferite denumiri (știința muncii, psihologia muncii, chiar și psihologie inginerească), astăzi denumirea ergonomie este acceptată de majoritatea specialiștilor.

## Scopurile ergonomiei
Principalele scopuri urmărite de ergonomie sunt:
- Adaptarea muncii la capacitatea de performanță a lucrătorului, cu scopul de a evita cerințele prea mari sau prea mici;
- Proiectarea mașinilor și uneltelor etc. pentru ca acestea să fie ușor de manevrat, iar utilizarea lor - lipsită de accidente;
- Dimensionarea locurilor de muncă în conformitate cu mărimea corpului, permițând o poziție naturală;
- Adaptarea influențelor din mediu, în special a luminii și climatului.

## Domeniu interdisciplinar
Ergonomia este un domeniu științific interdisciplinar. În optimizarea științifică a rezultatelor și performanțelor umane, ergonomia se folosește pentru măsurarea la locul de muncă a parametrilor (valori) fiziologici corporali umani, de ergometrie, un domeniu al stiinței măsurării. Ergonomia este indispensabilă pentru orice domeniu de activitate, fără de care nu se pot obține creșteri deosebite de productivitate.
Disciplinele care se intersectează în cadrul ergonomiei sunt:
- Tehnologie (inginerie) industrială
- Biomecanică
- Antropometrie, domeniu de cunoaștere și descriere a capacităților umane (antropometrie statică și antropometrie dinamică)
- Antropotehnică, domeniu de studiu a adaptării sistemelor tehnice la capacitățile umane
- Tehnologie mecanică
- Design industrial
- Ergometrie
- Psihologie
- Fiziologie
- Informatică

## Legislație
Hotărârea de Guvern Nr. 1029 din 3 septembrie 2008 privind condițiile introducerii pe piață a mașinilor, publicată în Monitorul Oficial nr. 674 din 30 septembrie 2008 cuprinde un capitol referitor la ergonomie, cu următorul conținut:

În condițiile prevăzute de utilizare, lipsa de confort, oboseala și constrângerile fizice și psihice cu care se confruntă operatorul trebuie să fie reduse la minimum, ținându-se cont de următoarele principii ergonomice:
- luarea în considerare a diversității operatorilor cu privire la caracteristicile morfologice, capacitatea de efort și rezistența acestora;
- alocarea unui spațiu suficient pentru mișcările diferitelor părți ale corpului operatorului;
- evitarea unui ritm de lucru impus de mașină;
- evitarea supravegherii care necesită o concentrare îndelungată;
- adaptarea interfeței om/mașină la caracteristicile previzibile ale operatorilor.